# Rio Aluniș (Vițău)
O Rio Aluniş é um rio da Romênia afluente do rio Viţău, localizado no distrito de Suceava.